# Rebound-effect (economie)
Met het rebound-effect wordt in de energie-economie bedoeld dat een efficiëntieverbetering in technologie leidt tot een kleinere efficiëntieverbetering in werkelijke energiebesparing of hulpbronnenbesparing dan de potentiële besparing. Hoewel de theorie zich meestal richt op technologische vooruitgang op het gebied van energieconsumptie, kan het gebruikt worden voor andere natuurlijke hulpbronnen en arbeid.
Het effect wordt meestal uitgedrukt als de ratio van de 'verloren' besparing en de verwachte besparing. Zo kan een efficiëntieverbetering van 5% leiden tot een afname van brandstofgebruik van 2% als er bijvoorbeeld -door lagere kosten per kilometer- meer kilometers wordt gereden. Het rebound-effect hiervoor zou (5-2)/5 = 60% zijn. De andere 3% zou verloren kunnen zijn door langer of verder rijden.
Er zijn drie situaties mogelijk:
1. Het rebound-effect is negatief, er wordt meer energie bespaard dan verwacht mag worden op basis van technologische verbetering. Dit kan gebeuren wanneer het verboden wordt een vervuilend product te gebruiken en de alternatieven duurder zijn.
2. Het rebound-effect zit tussen de 0-100%.
3. Het rebound-effect is meer dan 100%: een efficiëntieverbetering leidt tot meer hulpstofgebruik. Dit wordt ook weleens de paradox van Jevons genoemd.